# Mads Rydman
Mads Edvin Rydman, född 8 september 1930 i Stockholm, död 11 augusti 1991 i Stockholm, var en svensk poet, kåsör och kulturarbetare.
Mads Rydman växte upp i ett arbetarhem i västra Stockholm. I början av 1950-talet studerade han vid Sigtuna folkhögskola där han träffade sin blivande hustru Gunhild Holmgren som han gifte sig med julen 1955. Från mitten av 1950-talet till 1985 bodde Mads Rydman med sin familj i Bagarmossen. 
Mads Rydman gav 1977 Karavanföraren (ISBN 91-0-042248-7) på Bonniers. Denna diktsamling skildrar livet som en flykt från Stockholmsförorten Bagarmossen. Jaget som flyr bort från vardagen flyr förorten för världens öknar, däribland Gobiöknen.
Diktsamlingen När jag vaknade och dog (ISBN 91-0-047366-9) kom ut 1987 på Bonniers. I denna diktsamling är huvudtemat kärleken och man kan ana en saknad efter Rydmans döda hustru.
Författaren och journalisten Gunnar Ohrlander, signaturen Dr. Gormander har skrivit boken Skriet från Bagarmossen där Rydman är huvudperson i ett av kapitlen. 
Rydman var kåsör i tidningen Dagens Nyheter på sidan Namn & Nytt, främst under åren 1988-1991.
Mads Rydman hade också några mindre filmroller under åren 1967-1973, till exempel i Badarna från 1968 där han spelar intern på alkoholistanstalten.

## Filmografi
- 1967 – Livet är stenkul
- 1968 – Badarna
- 1973 – Döden tänkte jag mig så

### Fotnoter
1. ↑  ”Mads Rydman”. Svensk Filmdatabas. http://www.sfi.se/sv/svensk-filmdatabas/Item/?type=PERSON&itemid=67527&ref=%2ftemplates%2fSwedishFilmSearchResult.aspx%3fid%3d1225%26epslanguage%3dsv%26searchword%3dmads+rydman%26type%3dPerson%26match%3dBegin%26page%3d1%26prom%3dFalse. Läst 29 juni 2012.